# 三毛猫ホームズの仮面劇場
『三毛猫ホームズの仮面劇場』（みけねこホームズのかめんげきじょう）は、日本の小説家赤川次郎によって2002年に発表された三毛猫ホームズシリーズの長編推理小説である。

## あらすじ
ある人物によって、三人の男女が集められた。彼らは全員、金を必要としていた。彼らに出された依頼は、「霧」というロッジで一ヶ月間須田家の家族として過ごすこと。それができれば十分な報酬を与える、ということだった。
一方、片山義太郎は、立てこもり犯から人質を救出する際に、人質と一緒に転んで骨折してしまい、彼には休暇が与えられた。そして、人質の女性に、「霧」に招待される。

## 主な登場人物
- 片山義太郎 - 警視庁捜査一課のダメ刑事
- 片山晴美 - 義太郎の妹
- 石津刑事 - 晴美に恋をする猫嫌いの刑事
- ホームズ - 三毛猫

## 書誌情報
- 『三毛猫ホームズの仮面劇場』（光文社カッパノベルス、2002年4月） ISBN 978-4-334-07464-7
- 『三毛猫ホームズの仮面劇場』（光文社光文社文庫、2005年4月） ISBN 978-4-334-73854-9
- 『三毛猫ホームズの仮面劇場』（角川書店角川文庫、2015年05月23日） ISBN 978-4-04-103162-9